# Halowe Mistrzostwa Europy w Lekkoatletyce 1977 – bieg na 60 m przez płotki kobiet
Bieg na 60 metrów przez płotki kobiet – jedna z konkurencji biegowych rozgrywanych podczas halowych lekkoatletycznych mistrzostw Europy w hali Velódromo de Anoeta w San Sebastián. Eliminacje i bieg finałowy zostały rozegrane 12 marca 1977. Zwyciężyła reprezentantka Związku Radzieckiego Lubow Nikitienko. Tytułu zdobytego na poprzednich mistrzostwach nie broniła Grażyna Rabsztyn z Polski.

## Rezultaty

### Eliminacje
Rozegrano 2 biegi eliminacyjne, do których przystąpiło 12 biegaczek. Awans do finału dawało zajęcie jednego z pierwszych dwóch miejsc w swoim biegu (Q). Skład półfinałów uzupełniły dwie zawodniczki z najlepszym czasem wśród przegranych (q).
Opracowano na podstawie materiału źródłowego.
Bieg 1
| Miejsce | Zawodniczka      | Czas | Uwagi |
| ------- | ---------------- | ---- | ----- |
| 1       | Lubow Nikitienko | 8,28 | Q     |
| 2       | Zofia Filip      | 8,31 | Q     |
| 3       | Rita Bottiglieri | 8,37 | q     |
| 4       | Eleonore Leidel  | 8,52 |       |
| 5       | Ulla Lempiäinen  | 8,60 |       |
| 6       | Laurence Lebeau  | 8,72 |       |

Bieg 2
| Miejsce | Zawodniczka       | Czas | Uwagi |
| ------- | ----------------- | ---- | ----- |
| 1       | Margit Bartkowiak | 8,36 | Q     |
| 2       | Danuta Wołosz     | 8,40 | Q     |
| 3       | Ileana Ongar      | 8,41 | q     |
| 4       | Lidija Guszewa    | 8,43 |       |
| 5       | Nadine Prévost    | 8,43 |       |
| 6       | Anke Weigt        | 8,54 |       |

### Finał
Opracowano na podstawie materiału źródłowego.
| Miejsce | Zawodniczka       | Czas |
| ------- | ----------------- | ---- |
| 1       | Lubow Nikitienko  | 8,29 |
| 2       | Zofia Filip       | 8,34 |
| 3       | Rita Bottiglieri  | 8,39 |
| 4       | Margit Bartkowiak | 8,39 |
| 5       | Danuta Wołosz     | 8,42 |
| 6       | Ileana Ongar      | 8,47 |